# Basket Zaragoza 2002
Basket Zaragoza 2002, S. A. D., conocido por motivos de patrocinio como Casademont Zaragoza, es un club de baloncesto de la ciudad de Zaragoza, que milita en la Liga Endesa y Liga Femenina Endesa. Disputa sus encuentros como local en el Pabellón Príncipe Felipe. Posee un equipo vinculado que disputa la Liga EBA, el Club Baloncesto El Olivar.

## Historia

### CAI Zaragoza (2002-2016)
Un grupo de empresarios fundó el club en 2002 al comprar la plaza del Club Basquet Coruña, equipo que militaba en la Liga LEB Oro. El baloncesto regresaba a Zaragoza años después de que las dificultades económicas sepultaran al Club Baloncesto Zaragoza. De nuevo, con el patrocinio de Caja de Ahorros de la Inmaculada (perteneciente hoy día al grupo bancario Ibercaja Banco), por lo que el equipo recuperó el antiguo nombre CAI Zaragoza.
Sin embargo las primeras andaduras no resultaron nada fáciles. El equipo hubo de pelear hasta el final por no perder la categoría. Unos complicados playoffs contra el CB Ciudad de Huelva salvaron al equipo a las primeras de cambio. Contra todo pronóstico, la hazaña se repitió, sorprendentemente, en la temporada siguiente... pero al revés. Los zaragozanos no solo ganaron la Copa Príncipe de Asturias (con un estelar Matías Lescano) sino que se quedaron a cinco minutos de ascender a la máxima categoría. El CB Granada deshizo las ilusiones del equipo rojillo en los últimos minutos del partido final de los playoff.
Después llegó un fiasco copero y varios ascensos fallidos, dos de ellos con un cruel desenlace. El Baloncesto León privó del ascenso a los maños en dos ocasiones. Una de ellas, de manera increíble, después de remontar un playoff que en Zaragoza ya se daba por ganado. El tercer verdugo de los rojillos en un playoff fue el CB Murcia, quien les infligió el varapalo más duro de su existencia. El equipo maño cayó en su feudo, en la prórroga del último encuentro por el ascenso.

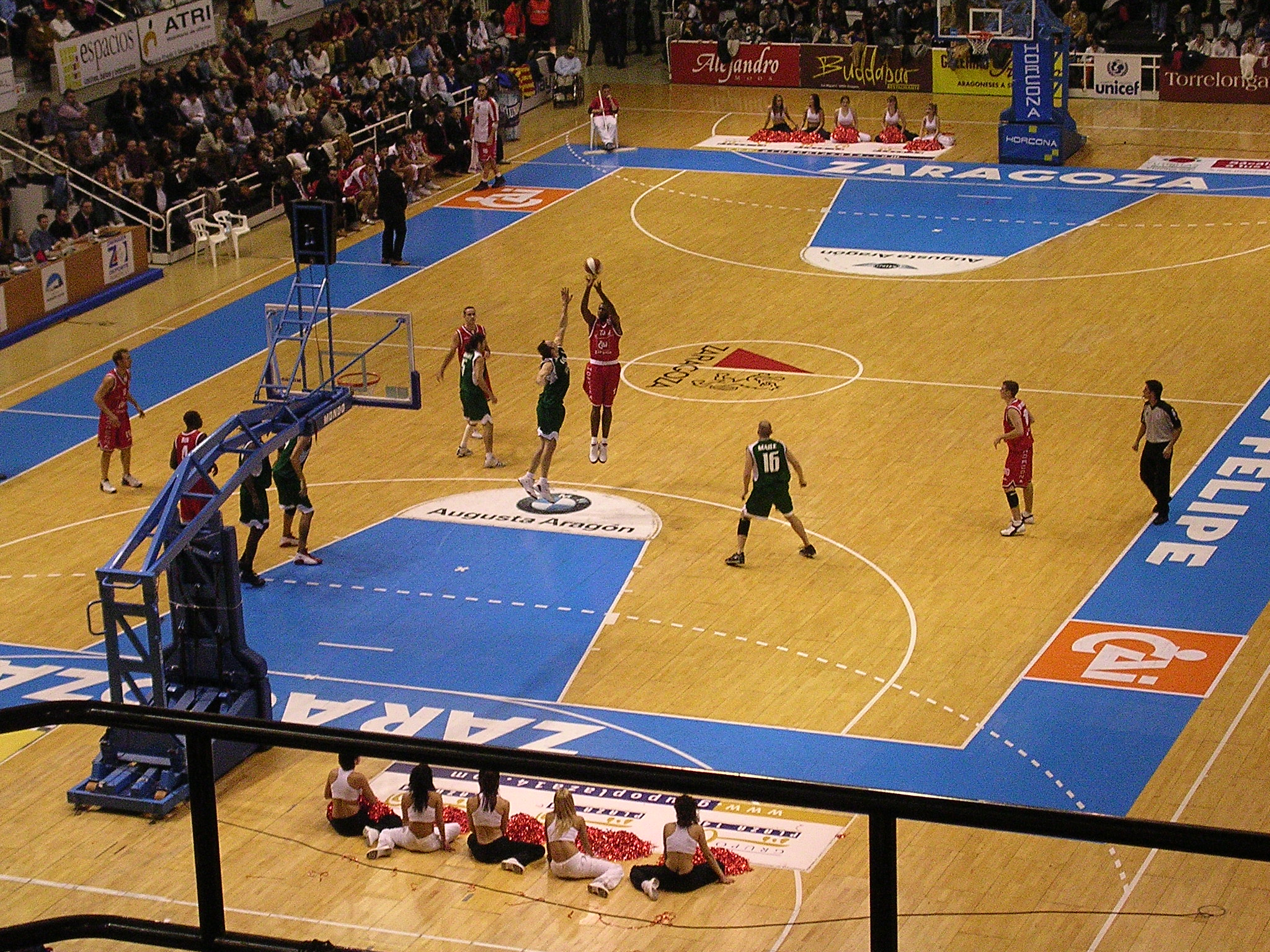
Partido del CAI Zaragoza en el Príncipe Felipe.

En verano de 2007, Javier Loriente, quien había sido presidente del club durante sus cinco años de existencia, renuncia a su puesto tras no obtener el objetivo del ascenso al máximo escalafón del baloncesto español y es sustituido por Reynaldo Benito, que había formado parte del consejo de administración del club desde su fundación. En esta temporada se lograría la ansiada promoción a la Liga ACB, merced a un cambio de reglamentación que permitía ascender directamente al ganador de la fase regular de la competición.
La primera temporada del equipo zaragozano en la élite se inició con la Supercopa que disputaba el cuadro maño en calidad de anfitrión, competición que acabaría ganando el Saski Baskonia en una apretada final con el conjunto rojillo. En la Liga ACB la escuadra zaragozana acabó en último lugar siendo relegados un año después de vuelta la LEB Oro.
El descenso supuso una renovación en la dirección técnica con Willy Villar al mando y siendo el aragonés José Luis Abós el técnico elegido para devolver el equipo a la categoría perdida la temporada anterior. En la primera temporada con el entrenador zaragozano al frente se consigue el ascenso directo y durante las siguientes temporadas en la Liga ACB logra mantener la categoría.
En diciembre de 2012 ficharon al actual jugador de los Milwaukee Bucks Giannis Antetokounmpo al que pertenecieron sus derechos hasta julio de 2013, cuando fue seleccionado en el Draft de la NBA de 2013.
En abril de 2013, los rojillos acrecentaron su historia al clasificarse por primera vez para los playoff por el título. Y un mes después, el equipo tocó techo al clasificarse por primera vez para las semifinales de la Liga ACB. Eliminó al Valencia Basket, en una épica remontada con tres prórrogas. De esta manera, también consiguió clasificarse por primera vez en su historia para la disputa de la Eurocup.
En la campaña siguiente, el conjunto zaragozano mantuvo la solidez de su bloque, pese a que el presupuesto se fue reduciendo progresivamente y sus estrellas migraron. Debutó en Europa y continuó con la escritura de su historia al lograr superar la primera ronda. En ella hubo de batir a rivales de Berlín y Bonn (Alemania), Mons (Bélgica), Roma (Italia) y Dunkerque (Francia). Tras su triunfo en la primera ronda, pasó a una segunda fase en la que luchó contra los clubes de Estambul (Turquía), Vilnius (Lituania) y Zagreb (Croacia). Mas dijo adiós a sus aspiraciones europeas al caer en el último segundo del último partido contra el equipo otomano en un histórico encuentro disputado en el Palacio de los Deportes de Huesca.
En la campaña 2014-15, con la muerte de Jose Luis Abós, el equipo comenzaría la campaña a los mandos de Joaquín Ruiz Lorente con el objetivo de clasificar al playoff. Sin embargo, el cansancio de las dos competiciones, pasó factura a los maños. Lograron repetir la clasificación para Europa pero ya no para los playoffs.

### Tecnyconta Zaragoza (2016-2019)
Poco antes del inicio de la temporada 2016-17 se anuncia la incorporación de un nuevo patrocinador principal para el club, por lo que el primer equipo pasa a llamarse Tecnyconta Zaragoza. Tras conseguir evitar el descenso en la última jornada, el club anuncia la no renovación del entrenador, Luis Guil.
La temporada 2017-18 empieza con Jota Cuspinera en el banquillo. Durante la temporada el equipo sufre una serie de bajas, entre ellas la marcha del base Sergi García al Valencia Basket y la lesión del máximo anotador de esa temporada en la liga, Gary Neal. Los malos resultados hacen que se decida rescindir el contrato de Cuspinera, dejando a cargo del equipo a Pep Cargol y Sergio Lamúa. El equipo se refuerza con varias nuevas incorporaciones (Xavi Rey, Dylan Ennis, Milko Bjelica) y consigue nuevamente salvar la categoría.
Para la temporada 2018-19 el equipo acomete una profunda renovación, incorporando a Porfi Fisac como primer entrenador y manteniendo tan solo a Jonathan Barreiro como jugador de la primera plantilla, junto al joven Carlos Alocén. El Tecnyconta consigue volver a los playoff de la Liga ACB y, por segunda vez en su historia, clasificarse para la semifinal tras eliminar al Kirolbet Baskonia en cuartos.

### Casademont Zaragoza (2019-actualidad)
El 23 de julio de 2019 se hace público que Casademont (marca perteneciente al grupo empresarial aragonés Costa) será el nuevo patrocinador principal del equipo.
En la fase regular temporada 2019-20, truncada por la pandemia de COVID-19, el Casademont Zaragoza consiguió la mejor clasificación de historia, terminando en tercera posición. Posteriormente, tras perder varios jugadores durante el parón causado por la pandemia, no logró clasificarse para las semifinales de la fase final excepcional y acabó la temporada en el sexto puesto. Una vez terminada la temporada, el club esperaba que Fisac continuase al frente del banquillo, ya que tenía contrato. Tras varias semanas de espera y mientras el club ya había planificado y anunciado fichajes, se anunció la Fisac no continuaba en el club y que fichaba por Gran Canaria. El elegido por la directiva para sustituirle fue Diego Ocampo.
En octubre de 2020, el Casademont Zaragoza disputó en Atenas la fase final de la Liga de Campeones de baloncesto, que había quedado paralizada en marzo por la pandemia de COVID-19. En la primera eliminatoria venció al Iberostar Tenerife por 87 a 81, pero cayó en semifinales ante el AEK de Atenas por 99 a 75.
La temporada 2020-2021 la inicia con Diego Ocampo como entrenador, pero tras ocho jornadas de liga con un balance de dos triunfos y seis derrotas, Ocampo es destituido. El club eligió a Sergio Santos Hernández para sustituirlo. Justo antes de empezar la jornada 32 de Liga ACB, Hernández abandona el equipo por motivos personales. Dicho encuentro fue dirigido por el segundo entrenador, Sergio Lamúa, y después se contrató a Luis Casimiro para lo que restaba de temporada y la siguiente (2021-2022), incluida la final a ocho de la Basketball Champions League.
En mayo de 2021, el Casademont Zaragoza disputó en Nizhni Nóvgorod (Rusia) la fase final de la Liga de Campeones de baloncesto 2020-2021. En la primera eliminatoria venció al equipo local, el BC Nizhni Nóvgorod por 78 a 86, pero cayó en semifinales ante el equipo turco Pinar Karsiyaka por 79 a 84. Finalmente, Casademont Zaragoza acabó tercero al derrotar al Strasbourg por 89 a 77.
La temporada 2021-22 empezó con Jaume Ponsarnau en el banquillo.Tras la jornada 24 cuando el Casademont perdió ante el Lenovo Tenerife (62-77) Ponsarnau acabó destituido. El club contrató a Dragan Sakota como entrenador hasta fin de temporada. Finalmente el equipo lograría la permanencia en la liga ACB en la última jornada tras ganar al UCAM Murcia (72-77).
La temporada 2022-23 comienza con Martin Schiller en el banquillo. Tras  4 derrotas en 4 jornadas Schiller fue destituido. Un día después el club oficializó el regreso de Porfirio Fisac como entrenador.
En la jornada 31, tras ganar 87-77 al Joventut de Badalona, certifica su permanencia en la Liga ACB.
En la temporada 2023-24, el equipo se quedaría a una victoria de disputar la  Copa del Rey de Baloncesto, tras caer contra Morabanc Andorra en el Príncipe Felipe por 72-76.
En la Copa Europea de la FIBA, el equipo lograría alcanzar los cuartos de final de la competición, donde acabaría cayendo contra el Niners Chemnitz alemán.

## Palmarés
En color azul títulos conseguidos en competiciones fuera del circuito ACB o europeo. En color oro títulos obtenidos en la máxima categoría nacional o competiciones europeas. Indistintamente se registran campeonatos masculinos y femeninos.
| Competición nacional           | Títulos    |
| ------------------------------ | ---------- |
| Copa de la Reina de baloncesto | 2023       |
| LEB Oro                        | 2008, 2010 |
| Copa Príncipe de Asturias      | 2004       |

## Equipo masculino

### Trayectoria
| Temporada | Nivel | División | Pos. | G–P   | Postemporada         | Copa                                    | Supercopa               | Competiciones europeas | Competiciones europeas |
| --------- | ----- | -------- | ---- | ----- | -------------------- | --------------------------------------- | ----------------------- | ---------------------- | ---------------------- |
| 2002–03   | 2     | Liga LEB | 14º  | 12–18 | Playoffs de descenso |                                         |                         |                        |                        |
| 2003–04   | 2     | Liga LEB | 6º   | 20–14 | Semifinales          | Campeón Copa Príncipe de Asturias       |                         |                        |                        |
| 2004–05   | 2     | Liga LEB | 6º   | 19–15 | Cuartos de final     | Semifinalista Copa Príncipe de Asturias |                         |                        |                        |
| 2005–06   | 2     | Liga LEB | 2º   | 25–9  | Semifinales          |                                         |                         |                        |                        |
| 2006–07   | 2     | Liga LEB | 3º   | 21–13 | Semifinales          |                                         |                         |                        |                        |
| 2007–08   | 2     | LEB Oro  | 1º   | 28–6  | Ascenso              | Semifinalista Copa Príncipe de Asturias |                         |                        |                        |
| 2008–09   | 1     | ACB      | 17º  | 8–24  | Descenso             |                                         | Subcampeón              |                        |                        |
| 2009–10   | 2     | LEB Oro  | 1º   | 27–7  | Ascenso              |                                         |                         |                        |                        |
| 2010–11   | 1     | ACB      | 10º  | 16–18 |                      |                                         |                         |                        |                        |
| 2011–12   | 1     | ACB      | 10º  | 16–18 |                      |                                         |                         |                        |                        |
| 2012–13   | 1     | ACB      | 5º   | 21–13 | Semifinales          | Cuartos de final                        | Semifinalista Anfitrión |                        |                        |
| 2013–14   | 1     | ACB      | 8º   | 18–16 | Cuartos de final     | Semifinalista                           |                         | (2) EuroCup            | R32                    |
| 2014–15   | 1     | ACB      | 9º   | 18–16 |                      | Cuartos de final                        |                         | (2) EuroCup            | R32                    |
| 2015–16   | 1     | ACB      | 12º  | 13–21 |                      |                                         |                         | (2) EuroCup            | R8                     |
| 2016–17   | 1     | ACB      | 15º  | 9–23  |                      |                                         |                         |                        |                        |
| 2017–18   | 1     | ACB      | 16º  | 10–24 |                      |                                         |                         |                        |                        |
| 2018–19   | 1     | ACB      | 6º   | 18–16 | Semifinales          |                                         |                         |                        |                        |
| 2019–20   | 1     | ACB      | 3º   | 16–7  | Fase final           | Cuartos de final                        |                         | (3) BCL                | SF                     |
| 2020–21   | 1     | ACB      | 13º  | 14–22 |                      |                                         |                         | (3) BCL                | SF                     |
| 2021–22   | 1     | ACB      | 16º  | 12–22 |                      |                                         |                         | (4) Europe Cup         | FG                     |
| 2022–23   | 1     | ACB      | 13º  | 12–22 |                      |                                         |                         |                        |                        |
| 2023–24   | 1     | ACB      | 12º  | 13–21 |                      |                                         |                         | (4) Europe Cup         | QF                     |
| 2024–25   | 1     | ACB      | 12º  | 13–21 |                      |                                         |                         | (4) Europe Cup         | QF                     |

## Equipo femenino
Al final de la temporada 2019-20, el Basket Zaragoza 2002 firmó un acuerdo por el cual el equipo femenino del Stadium Casablanca, que participaba en la Liga Femenina de baloncesto, pasaba a estar vinculado a su estructura. Así, a partir de la temporada 2020-21 el equipo juega también bajo el nombre de Casademont Zaragoza.
En la temporada 2021-22 el equipo acabó quinto en la liga femenina por lo que jugaría el Play off por el título. Caería en cuartos frente a Cadi la Seu pero lograría clasificarse para jugar la Copa Europea Femenina de la FIBA la próxima temporada
En la edición de la Copa de la Reina de Baloncesto 2022-23, celebrada en la propia ciudad de Zaragoza, el equipo se proclamó campeón tras derrotar en la final al Perfumerías Avenida (55-51). 
En octubre de 2023 el equipo femenino de Casademont Zaragoza dio el pregón de las Fiestas del Pilar de Zaragoza. En su representación asistieron las jugadoras Vega Gimeno, Mariona Ortiz, Leonie Fiebich, Helena Oma, Serena-Lynn Geldof, Leyre Urdiain y su entrenador Carlos Cantero.
En la temporada 2023-24 el equipo jugó la Euroliga Femenina por primera vez en su historia, llegando a cuartos de final de la competición. Además, también llegó por segundo año consecutivo a la final de la Copa de la Reina, en la que se enfrentó a Valencia Basket. Se recibió por parte de la  FIBA el premio "Club Excelence Award" al término de la Euroliga Femenina por la trayectoria durante la competición.
El 16 de abril de 2024, la capitana Vega Gimeno anuncia su retirada a final de temporada. Por su parte Leonie Fiebich anuncia su fichaje por New York Liberty, de la WNBA.
La temporada 2024/2025 se inicia con el regreso a Zaragoza de Laia Flores y Markeisha Gatling. Durante esta temporada 2023-24, el equipo logró llegar a semifinales de la Copa de la Reina y a las finales de Liga Femenina de baloncesto cayendo derrotadas contra Valencia Basket.

### Trayectoria
| Temporada | Nivel | División      | Pos. | G–P   | Postemporada     | Copa de la Reina   | Supercopa     | Competiciones europeas | Competiciones europeas |
| --------- | ----- | ------------- | ---- | ----- | ---------------- | ------------------ | ------------- | ---------------------- | ---------------------- |
| 2020–21   | 1     | Liga Femenina | 13º  | –     |                  |                    |               |                        |                        |
| 2021–22   | 1     | Liga Femenina | 5º   | 18–12 | Cuartos de final | Cuartos de final   |               |                        |                        |
| 2022–23   | 1     | Liga Femenina | 4º   | 22–8  | Semifinales      | Campeonas (H)      |               | (2) EuroCup            | QF                     |
| 2023–24   | 1     | Liga Femenina | 3º   | 24–6  | Semifinales      | Subcampeonas       | Semifinalista | (1) Euroliga           | QF                     |
| 2024–25   | 1     | Liga Femenina | 4º   | 20–10 | Subcampeonas     | Semifinalistas (H) | Subcampeonas  | (1) Euroliga           | PI                     |

## Archivo de entrenadores

### Equipo masculino
| Nac.                 | Nombre                 | Temporada(s)         |
| -------------------- | ---------------------- | -------------------- |
| Bandera de España    | Jesús Ramírez Corbacho | 2025-actualidad      |
| Bandera de España    | Rodrigo San Miguel     | 2025                 |
| Bandera de Austria   | Martin Schiller        | 2022                 |
| Bandera de Serbia    | Dragan Šakota          | 2022                 |
| Bandera de España    | Jaume Ponsarnau        | 2021-2022            |
| Bandera de España    | Luis Casimiro          | 2021                 |
| Bandera de Argentina | Sergio Hernández       | 2020-2021            |
| Bandera de España    | Diego Ocampo           | 2020                 |
| Bandera de España    | Porfirio Fisac         | 2018-2020, 2022-2025 |
| Bandera de España    | Pep Cargol             | 2018                 |
| Bandera de España    | Jota Cuspinera         | 2017-2018            |
| Bandera de España    | Luis Guil              | 2017                 |
| Bandera de España    | Andreu Casadevall      | 2015-2017            |
| Bandera de España    | Joaquín Ruiz Lorente   | 2014-2015            |
| Bandera de España    | José Luis Abós         | 2009-2014            |
| Bandera de España    | Alberto Angulo         | 2009                 |
| Bandera de España    | Curro Segura           | 2007-2009            |
| Bandera de España    | Chus Mateo             | 2006-2007            |
| Bandera de España    | Óscar Quintana         | 2004-2005            |
| Bandera de España    | Alfred Julbe           | 2003-2004; 2005-2006 |
| Bandera de España    | José Luis Oliete       | 2002-2003            |
| Bandera de Serbia    | Ranko Zeravica         | 2002-2003            |

### Equipo femenino
| Nac.              | Nombre          | Temporada(s)    |
| ----------------- | --------------- | --------------- |
| Bandera de España | Carlos Cantero  | 2021-actualidad |
| Bandera de España | Carlos Iglesias | 2020-21         |